# Phobetinus
Phobetinus is een geslacht van spinnen uit de  familie van de Spinneneters (Mimetidae).

## Soorten
- Phobetinus investis Simon, 1909
- Phobetinus sagittifer Simon, 1895